# Badou (Togo)
Pour les articles homonymes, voir Badou.
Pour l’article ayant un titre homophone, voir Badoux.
Badou est une ville de la région des plateaux au Togo.
Badou est le chef-lieu de la préfecture de Wawa 1. Elle se situe au pied du Plateau Akposso dans la plaine du Limité, partie togolaise de la vallée de la Volta. Elle est la capitale et le principal marché de cette petite région frontalière spécialisée dans la production du cacao.
Les habitants de Badou sont presque tous planteurs, commerçants ou fonctionnaires, et l'agriculture est le principal sujet de conversation.
La récolte se fait début novembre et Badou devient alors le centre d'une activité fébrile. Les fermiers viennent en ville avec leurs produits agricoles et de gros camions quittent la plaine du Litimé chargés de café et de cacao en direction de La capitale (Lomé)pour l'exportation. Cette activité agricole de cette ville  attire des touristes. 
Badou est l'une des villes touristiques du Togo. Ses  habitants célèbrent la fête traditionnelle (fête des moissons) nomé Ovazu tous les 2e samedi du mois de décembre. 